# Killers of the Flower Moon
Killers of the Flower Moon är en amerikansk historisk kriminaldramafilm från 2023. Filmen är regisserad av Martin Scorsese efter ett manus som han skrev tillsammans med Eric Roth. Den är baserat på David Granns fackbok från 2017, Killers of the Flower Moon: The Osage Murders and the Birth of the FBI. Filmen hade världspremiär vid Filmfestivalen i Cannes 20 maj 2023 och gick upp på biograferna 20 oktober 2023.

## Handling
Filmen utspelar sig under 1920-talet i Osage Nation i Oklahoma, och kretsar kring en serie mord som ägde rum under denna tid. Utredningen leds av den 29-årige J. Edgar Hoover och den före detta Texas Rangers-agenten Tom White.

## Roller i urval
| Leonardo DiCaprio  | – Ernest Burkhart               |
| Robert De Niro     | – William Hale                  |
| Jesse Plemons      | – Tom White                     |
| Lily Gladstone     | – Mollie Burkhart               |
| Tantoo Cardinal    | – Lizzie Q                      |
| Brendan Fraser     | – W.S. Hamilton                 |
| John Lithgow       | – Åklagare Leaward              |
| Louis Cancelmi     | – Kelsie Morrison               |
| Jason Isbell       | – Bill Smith                    |
| Sturgill Simpson   | – Henry Grammer                 |
| Tatanka Means      | – John Wren                     |
| Michael Abbott Jr. | – Frank Smith                   |
| Pat Healy          | – John Burger                   |
| Scott Shepherd     | – Bryan Burkhart                |
| Gary Basaraba      | – William J. Burns              |
| Steve Eastin       | – Domare Pollock                |
| Barry Corbin       | – Begravningsentreprenör Turton |
| Katherine Willis   | – Myrtle Hale                   |
| Jack White         | – Radio show actor              |